# Whymperia
Whymperia is een geslacht van insecten uit de orde vliesvleugeligen (Hymenoptera) en de familie Ichneumonidae.

## Soorten
- W. azteca (Cresson, 1874)
- W. carinifrons Cameron, 1903
- W. cryptoides (Spinola, 1851)
- W. ferrugata Kasparyan & Ruiz-Cancino, 2005
- W. grandis (Schmiedeknecht, 1908)
- W. incauta (Cameron, 1886)
- W. megapoda (Cameron, 1885)
- W. minor (Szepligeti, 1916)
- W. rufata Kasparyan & Ruiz-Cancino, 2005
- W. seductor (Fabricius, 1804)
- W. tricolor Townes, 1962
- W. tricoloripes (Schmiedeknecht, 1908)